# Gazeta de Buhuși

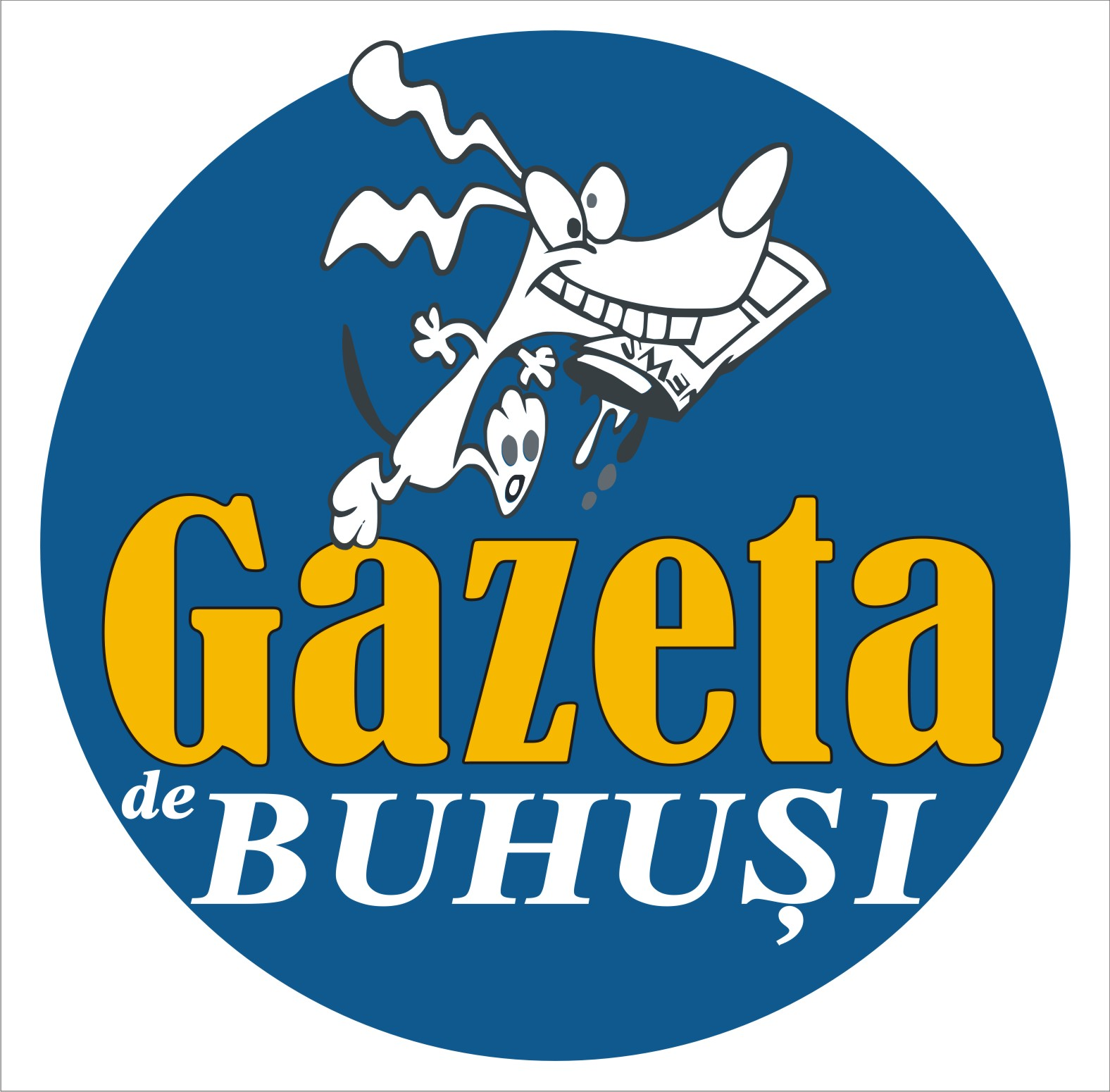

Gazeta de Buhuși este denumirea singurului ziar apărut în orașul textiliștilor după Decembrie 1989.
Acesta a fost fondat în decembrie 2015 de către un grup de buhușeni la inițiativa lui Iulian Păscăluță. Aceștia au fost: Sandu Pobereznic , prof. Stela Dumitroaia si ing. Iulian Păscăluță. La numărul inaugural, tipărit și distribuit de Crăciun 2015, caseta redacțională cuprindea și alte nume, precum prof. George Gligor și preot Vasile Cosma. După apariția primului număr, preotul Vasile Cozma s-a retras. După apariția a încă câteva numere tipărite bilunar în lunile ianuarie și februarie 2016, și-au retras colaborarea și alte trei persoane: Pobereznic, Gligor și Dumitroaia. Această retragere s-a produs la presiunile exercitate de Ion Fercu către foștii săi colegi profesori, atunci pensionari, prin amenințarea lor cu procese în justiție, datorită apariției unui articol (în numărul din februarie 2016) despre plagierea unui text de către Ion Fercu, ziarist colaborator la Deșteptarea. Fercu era cunoscut drept un apropiat al PSD, fiind și director al Liceului Ion Borcea.

Astfel, la nici patru luni de la începerea noii publicații, aceasta era în prag de dispariție datorită presiunilor existente asupra colaboratorilor. Inițiatorul fondării ziarului, Iulian Păscăluță, a continuat să realizeze și să publice articole. 

Din martie 2016, ziarul nu a mai apărut în formă tipărită, ci doar online.
Prof. Stela Dumitroaia a mai colaborat sporadic datorită problemelor sale de sănătate. Sandu Pobereznic a renunțat la sprijinirea financiară după trecerea în online, iar prof. Gligor nu a mai colaborat deloc.

La acea dată în oraș nu exista nici o publicație profesionistă în jurnalismul scris, ci doar o televiziune locală plătită de Primăria Buhuși (BuhusiTV), aceasta fiind proprietatea Axa Rem SRL și a functionat între 2013-aug.2022. Peisajul online era monopolizat de un site (buhusi.net) aparținând lui Adrian Paduraru, membru PSD, care difuza numai știri bune, deși orașul era de ani buni în colaps. Și acesta era finanțat mascat cu bani de la Primăria Buhuși.

Din iunie 2018 ziarul cooptează încă o persoană, Elena Dinu devenind colaboratoare permanentă.
Ziarul deține un website (www.gazetadebuhusi.ro) și pagina de Facebook cu același nume.